# Музей Карен Бликсен (Кения)
Музей Карен Бликсен (англ. Karen Blixen Museum) открыт в 1986 году в десяти километрах от Найроби, в историческом здании 1912 года постройки, бывшем раньше центром фермы у подножия холмов Нгонг. Датская писательница Карен Бликсен жила в этом доме с 1917 по 1931 год; она называла его Mbogani — дом в лесу.

## О музее
В музее представлены оригинальные предметы интерьера, проданные Карен Бликсен при отъезде из Африки леди Макмиллан и выкупленные потом у последней правительством специально для музея. Среди прочего в коллекции есть книжный шкаф, сооружённый для книг Дениса Финча Хаттона (на деньги, которые он выделил), на котором Карен Бликсен прикрепила медные таблички с его инициалами. Сам Хаттон похоронен на холмах над музеем.
Часть экспозиции посвящена фильму «Из Африки», некоторые реквизиты из которого были также переданы музею.
Музей открыт для посетителей ежедневно с 9:30 до 18 часов.

## История фермы и дома
Здание, в котором располагается музей, было построено на ферме недалеко от Найроби в 1912 году шведским архитектором Оке Сёгреном.
В 1917 году Карен Бликсен и её муж, Брор Фредерик фон Бликсен-Финекке, приобрели ферму и стали заниматься выращиванием кофе. В 1921 году супруги расстались, и Карен продолжала жить на ферме одна, временами навещая родных в Дании, где в 1925 году оформила развод с мужем. В 1931 году продала ферму и, после того как её любовник Денис Финч Хаттон погиб в авиакатастрофе, окончательно покинула Африку. В 1937 году под псевдонимом Исак Динесен опубликовала книгу «Из Африки», которая основана на её жизни на ферме. В 1985 году по книге был снят одноимённый фильм.
У Карен Бликсен ферму купил Рене Мартин, который в инвестиционных целях разбил её на участки по 20 акров. В результате вокруг дома, в котором жила Бликсен, сформировался пригород Найроби Карен.
В 1935 году дом был куплен полковником Дж. Ллойдом, который жил в нём до самой своей смерти, после чего в 1954 году дом отошёл его дочери. Сменив несколько хозяев, в 1964 году был выкуплен датским правительством и передан в дар Кении по случаю обретения страной независимости. До 1985 года дом использовался как квартира директора Колледжа питания, однако после выхода на экраны фильма «Из Африки» интерес к наследию Карен Бликсен вырос, и правительство Кении решило выкупить дом для организации в нём музея, который открыл свои двери для посетителей уже в 1986 году.

## Галерея

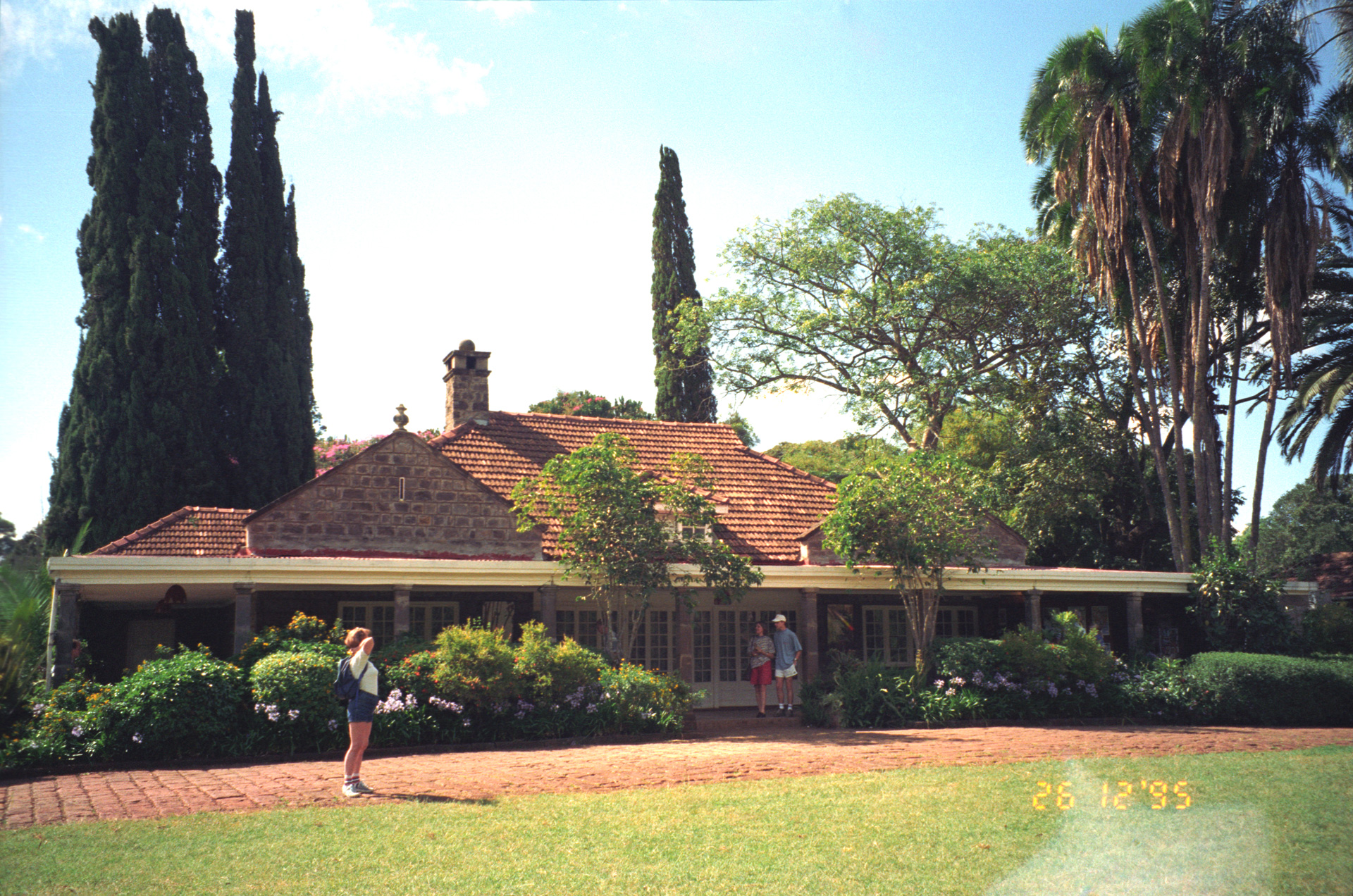
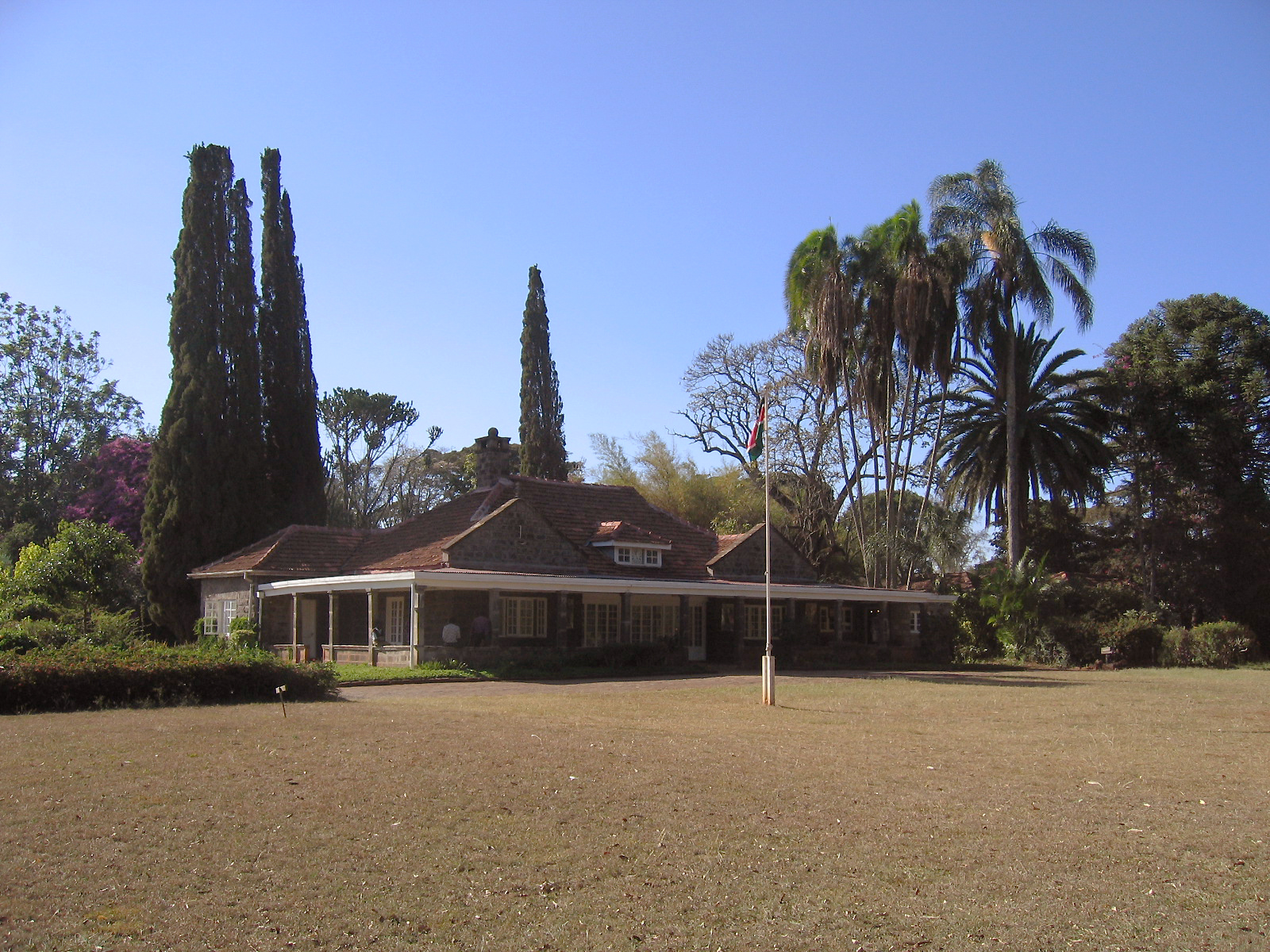
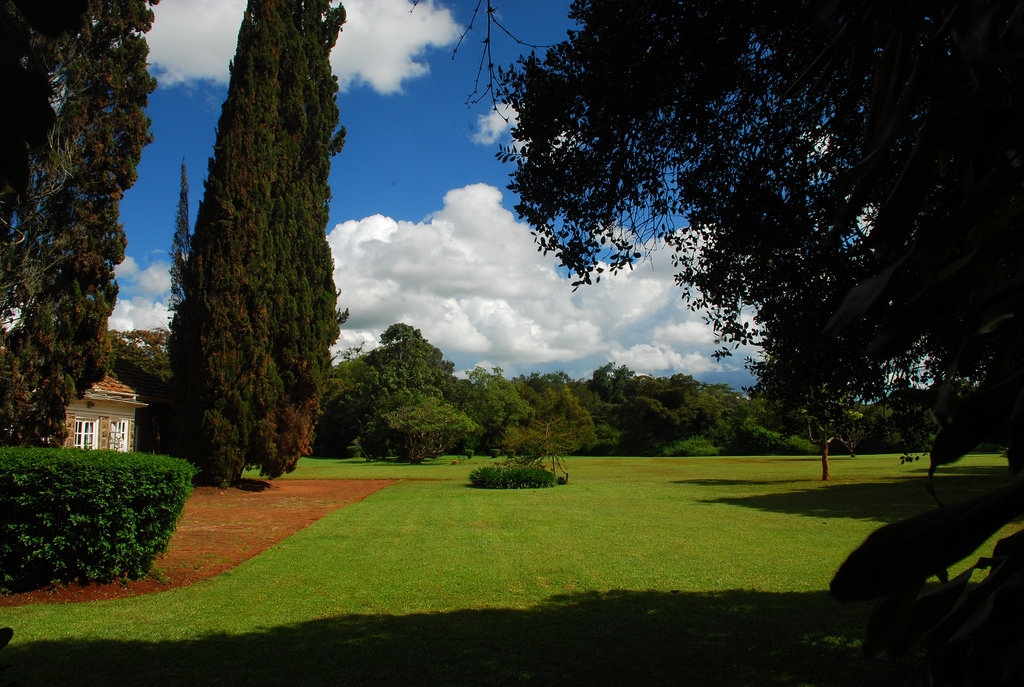
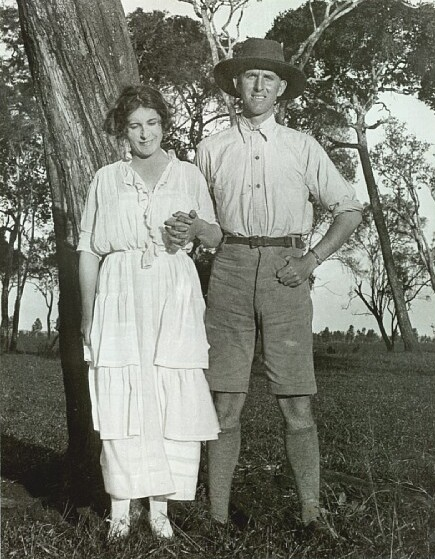
Карен Бликсен с младшим братом[англ.] в 1920-е на ферме
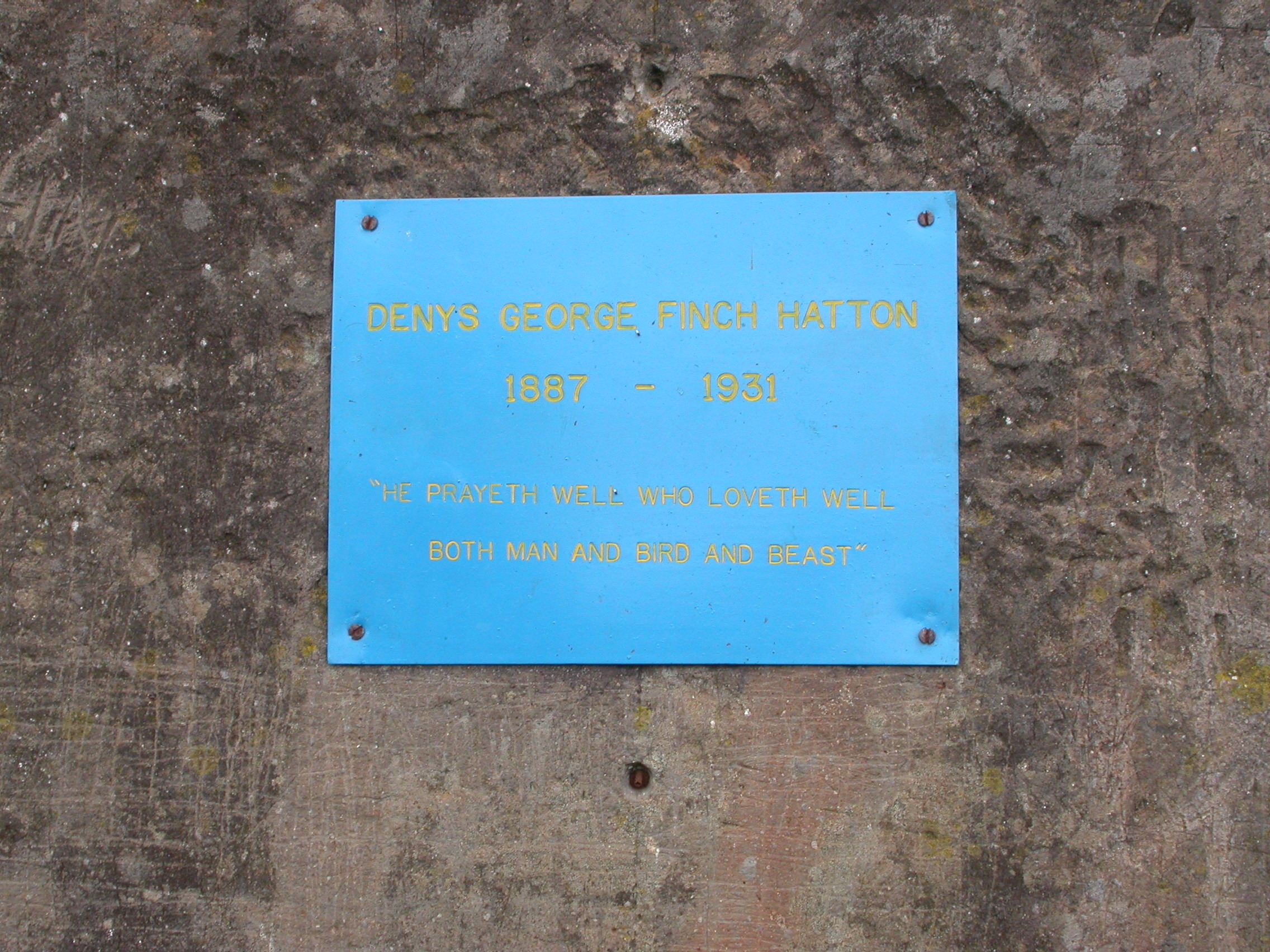
Табличка на обелиске над могилой Дениса Финча Хаттона на холмах над музеем